# Richard B. Frank
Richard B. Frank (Nova Iorque, 11 de novembro de 1947) é um advogado e historiador militar norte-americano.

## Vida
Nascido no Kansas, Frank se formou na Universidade de Missouri em 1969, após o que serviu quatro anos no Exército dos Estados Unidos. Durante a Guerra do Vietnã, ele serviu como líder de pelotão na 101ª Divisão Aerotransportada. Em 1976, graduou-se no Georgetown University Law Center.

## Publicações
Frank escreveu vários livros e artigos sobre a campanha do Pacífico da Segunda Guerra Mundial e do Sudeste Asiático:
- Guadalcanal: The Definitive Account of the Landmark Battle (1990)[2]—Ganhou o Prêmio General Wallace M. Greene do Corpo de Fuzileiros Navais dos EUA[3]
- Downfall: The End of the Imperial Japanese Empire (1999). ISBN 9780141001463.
- "No Bomb, No End", in What If? 2 (2001).
- "Why Truman Dropped the Bomb", The Weekly Standard (August 8, 2005): p. 20.
- MacArthur (2007). ISBN 9781403976581.
- "George Polk's Real World War II Record", Washington Examiner (Fev. 26, 2007)
- Frank, Richard B. (2020). Tower of Skulls: A History of the Asia-Pacific War, July 1937–May 1942 First ed. New York: W. W. Norton & Company. ISBN 9781324002109[4]